# Веслачки клуб Црвена звезда
ВК Црвена звезда је српски веслачки клуб из Београда. Клуб је део Спортског друштва Црвена звезда.

## Историја
Основан је 6. јуна 1922. као ВК Београд. Клуб спада у ред „Краљевских клубова”, јер је под покровитељством краљевске породице Карађорђевић од 1928. године до данас. Чланови клуба су били многи угледни Београђани тог времена, међу којима Андра Жежељ и Иво Андрић, који су имали своје чамце и веслали су у клубу. Први председник је био господин Ставра Трипковић, а чланови управе клуба били су угледни фабриканти и власници фирми. Клуб је од оснивања био под заштитом краљице Марије.
Веслачкој секцији се 1947. припојио ВК Студент, а 19. септембра 1948. године секција прераста у ВК Црвена звезда. Прве веслаче обучавали су Света Дреновац, Сима Путник и Богдан Сиротановић. Путник је био дугогодишњи председник веслачког клуба, и поред Милета Петровића и Свете Дреновца један од најзначајнијих што ће клуб постати чврст, стабилан и велики веслачки колектив.
На редовној седници Скупштине клуба, одржаној 16. новембра 1997, једногласно је одлучено да се имену Црвена звезда дода и предратно име, па је данас пун назив клуба ВК Црвена звезда — Београд.